# موريارتي: كلاب الصيد في دوربرفيل
موريارتي: كلب الصيد في دوربرفيلMoriarty: The Hound of the D'Urbervilles هي رواية مأخوذة من شرلوك هولمز كتبها برام ستوكر الفائز بجائزة كيم نيومان .  الرواية ، في شكل سلسلة من القصص القصيرة المتصلة ،  تدعي أنها مذكرات العقيد سيباستيان موران  والتي توضح تفاصيل مغامراته مع البروفيسور موريارتي حيث عمل كمساعد له، في ما تصفه (مجلة) إمباير بأنه «مرآة مظلمة لأبطال السير آرثر كونان دويل». 

## استقبال الرواية
وصفته دار النشر الأسبوعية بأنه «بديل شرير مبهج عن شريعة شيرلوك هولمز.»  وأشادت الإندبندنت بالعمل وقارنت نيومان موران بهاري فلاشمان للفنان جورج ماكدونالد فريزر . 

## الاقتباس
في يوليو 2018 ، ذكرت ديدلاين هوليوود أن شركة بلاي جراوند إنترتينمنت كانت تطور الرواية لعرضها عبر التلفزيون. 

## روابط خارجية
- كيم نيومان
- موريارتي: The Hound of the D'Urbervilles at Titan Books